# اکسیم

ساختار عمومی کتوکسیم و آلدوکسیم

اکسیم (به انگلیسی: Oxime) نام دسته ای از ترکیبات آلی است که جز مشتقات ایمید به حساب می‌آیند. فرمول عمومی این ترکیبات به صورت R1R2C=NOH است که در آن R1 یک گروه آلی می‌باشد و در صورتی که R2 اتم هیدروژن باشد،آلدوکسیم و در صورتی که یک گروه آلی باشد، کتوکسیم نام دارد. اکسیم‌ها معمولاً از واکنش هیدروکسیل‌آمین با آلدهیدها یا کتونها ایجاد می‌شود. نام اکسیم از مخفف کلمات oxygen و imide مشتق شده‌است.